# Dabnou
Dabnou (auch: Dapnou) ist ein Dorf in der Landgemeinde Tajaé in Niger.

## Geographie
Das auf einer Höhe von 310 m gelegene Dorf befindet sich rund elf Kilometer südöstlich des Hauptorts Tajaé der gleichnamigen Landgemeinde, die zum Departement Illéla in der Region Tahoua gehört. Dem Dorf Dabnou im Süden vorgelagert ist der Weiler Dabnou Zango Gabass. Der Grüngürtel von Dabnou erstreckt sich über eine Fläche von 2000 Hektar und steht unter Naturschutz. Nördlich des Dorfs wurde die Schlangenart Weißbauch-Sandrasselotter (Echis leucogaster) beobachtet.

## Geschichte

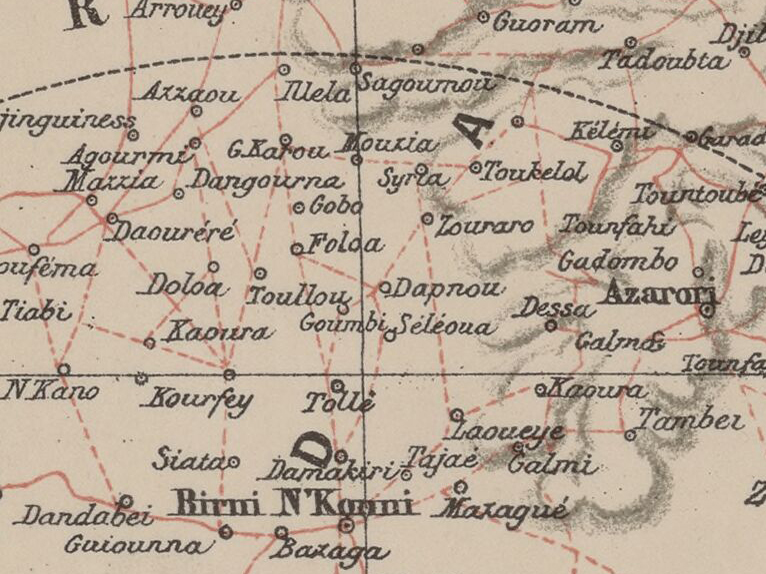
Ausschnitt einer Karte von 1903 mit Dabnou (Dapnou) im Zentrum

Das Dorf gehörte zunächst zum Kanton Illéla. Mit der Schaffung von Gemeinden im Jahr 2002 wurde Dabnou der Landgemeinde Badaguichiri zugeschlagen. An der Wende vom 20. zum 21. Jahrhundert wechselte die Gemeindezugehörigkeit zur Landgemeinde Tajaé. Verwaltungsmäßig war die Ortschaft bis dahin in die jeweils von eigenen traditionellen Ortsvorstehern (chefs traditionnels) geleiteten Dörfer Dabnou I und Dabnou II geteilt gewesen. Der staatliche Stromversorger NIGELEC elektrifizierte Dabnou ab 2013.

## Bevölkerung
Bei der Volkszählung 2012 hatte Dabnou 7861 Einwohner, die in 1151 Haushalten lebten. Bei der Volkszählung 2001 betrug die Einwohnerzahl 3871 in 606 Haushalten und bei der Volkszählung 1988 belief sich die Einwohnerzahl auf 6160 in 1152 Haushalten.

## Wirtschaft und Infrastruktur
In Dabnou befindet sich eine 1963 gegründete Grundschule, die im Schuljahr 2005/2006 um einen Kindergarten erweitert wurde. Der CEG Dabnou ist eine Schule der Sekundarstufe des Typs Collège d’Enseignement Général. Mit einem Centre de Santé Intégré (CSI) ist ein Gesundheitszentrum im Dorf vorhanden.
Durch Dabnou führt die 273,5 Kilometer lange, hier asphaltierte Nationalstraße 29 zwischen den Gemeindehauptorten Tsernaoua und Tillia. Bei Dabnou mündet die aus Malbaza kommende, 32,3 Kilometer lange Nationalstraße 44 in die Nationalstraße 29. Es handelt sich um eine einfache Erdstraße.